# 艾斯港

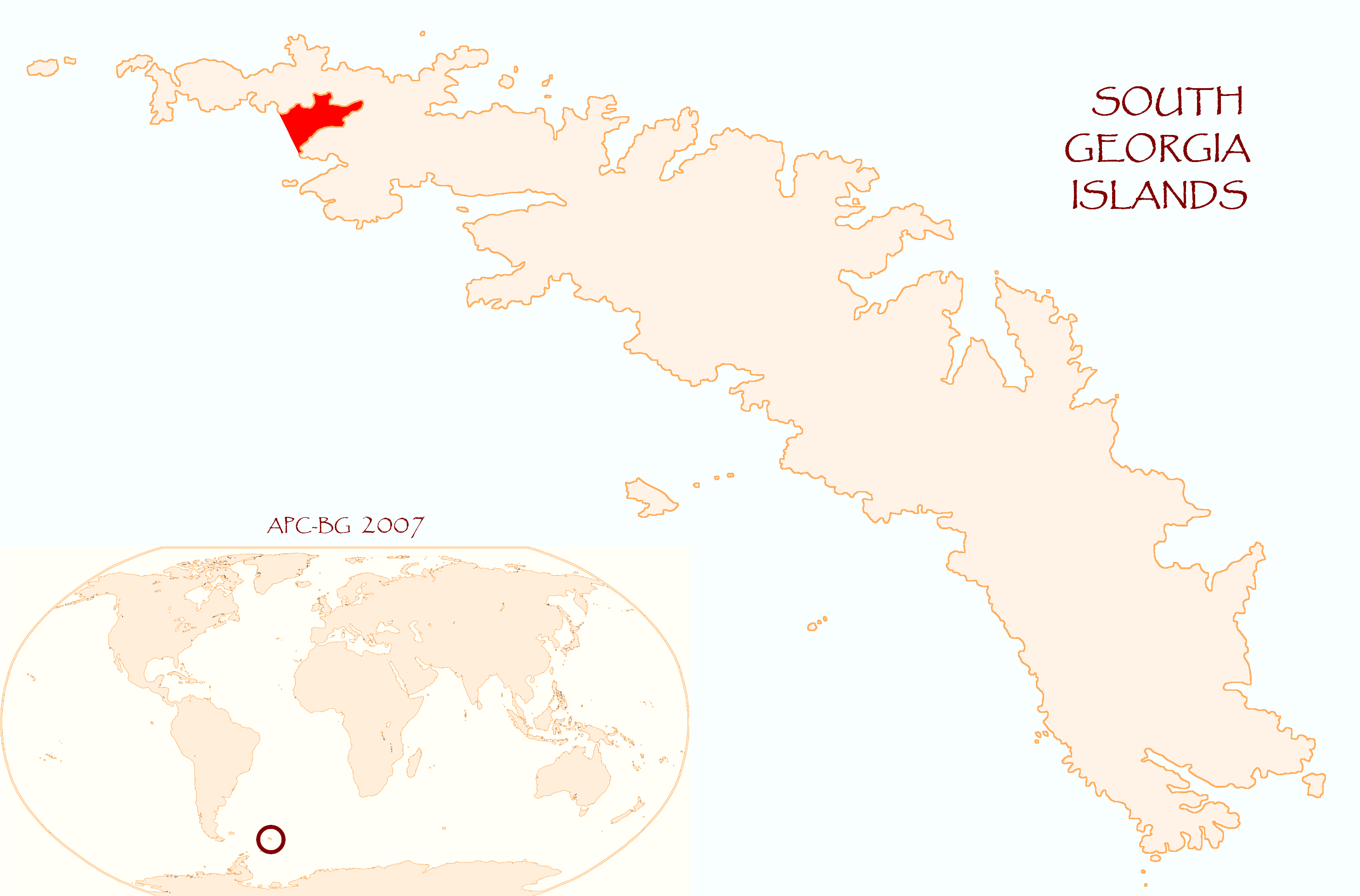
艾斯港在南喬治亞島的位置

艾斯港（英語：Ice Fjord）是南極洲的海港，位於英國海外領土南喬治亞島西端，長9公里、寬3公里，入口處在威德爾角和凱德角之間，名稱可追溯至1920年左右。